# Dolichos falciformis
Dolichos falciformis är en ärtväxtart som beskrevs av Ernst Meyer. Dolichos falciformis ingår i släktet Dolichos och familjen ärtväxter. Inga underarter finns listade i Catalogue of Life.